# Babymetal
Babymetal (яп. ベビーメタル «Бэбимэ́тару», стилизовано как BABYMETAL) — японская вокально-танцевальная каваии-метал-группа. В составе три участницы — Su-metal (Судзука Накамото), Moametal (Моа Кикути) и Momometal (Момоко Окадзаки). Ранее третьей участницей группы была Yuimetal (Юи Мидзуно), но 19 октября 2018 года на официальном сайте появилось сообщение о том, что Юи покинула группу по состоянию здоровья после того, как отсутствовала на нескольких концертах с декабря 2017 года. В 2019 году группа представила трёх бэк-танцоров, именуемых «Мстительницы» (англ. The Avengers), которые выступали по очереди на каждом концертном шоу, образуя трио с Moametal и Su-metal. На живых выступлениях вместе с группой выступают сессионные музыканты, известные как Kami Band. 1 апреля 2023 года, во время выступления Babymetal на арене Pia Arena MM в Канагаве, одна из Мстительниц — Момоко Окадзаки — была официально объявлена новым третьим участником «возрождённой Babymetal», приняв имя Momometal.

## История

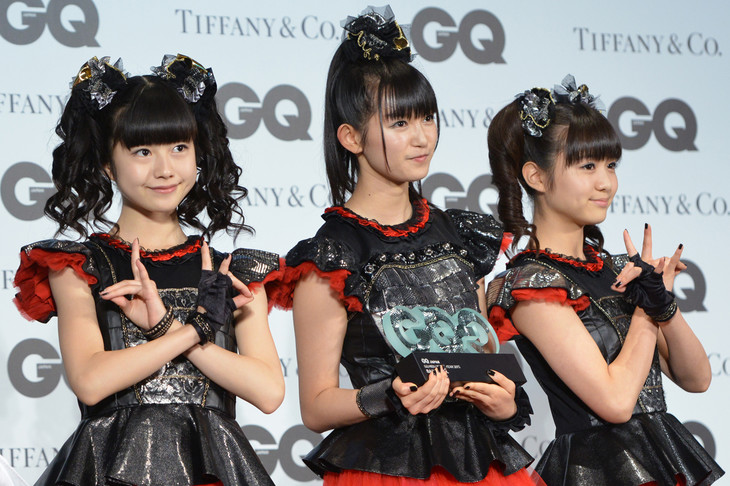
Первоначальный состав Babymetal на церемонии GQ Men of the Year в 2015 году. Слева направо: YUIMETAL, SU-METAL, MOAMETAL.

### 2010—2014: Основание
Группа была сформирована как «саб-ю́нит» (подгруппа) японской девичьей музыкальной группы Sakura Gakuin.
Их первый сингл был коллаборацией с группой «Kiba of Akiba». Он вышел под названием «BABYMETAL × Kiba of Akiba» 7 марта 2012 года и попал на третью строчку в еженедельном инди-хит-параде «Oricon» (Oricon Indie Singles Chart, среди релизов на независимых лейблах звукозаписи) и на первую в инди-списке магазина Tower Records Shibuya. Сингл «Ijime, Dame, Zettai» на мейджор-лейбле вышел 9 января 2013 года и продался в первую неделю в количестве 19 тысяч копий, дебютировав на шестом месте в Oricon Weekly Singles Chart (то есть в основном хит-параде, за неделю среди всех релизов).
Весной 2013 года Судзука, которой на тот момент уже было 15 лет, оканчивала среднюю школу и переходила в старшую. Следовательно, она должна была «окончить» и академию Sakura Gakuin (то есть покинуть группу, потому что в ней не состоят девочки старше средней школы). Тем не менее 1 февраля на своём концерте в Токио группа объявила, что не распускается и будет продолжать свою деятельность в течение определённого времени, уже не как «клуб» (саб-ю́нит) в составе Sakura Gakuin, а как отдельная группа.
19 июня 2013 года Babymetal выпустили свой следующий сингл «Megitsune» под лейблом Toy’s Factory и их новым подлейблом BMD Fox Records.

### 2014—2015: альбомBabymetal

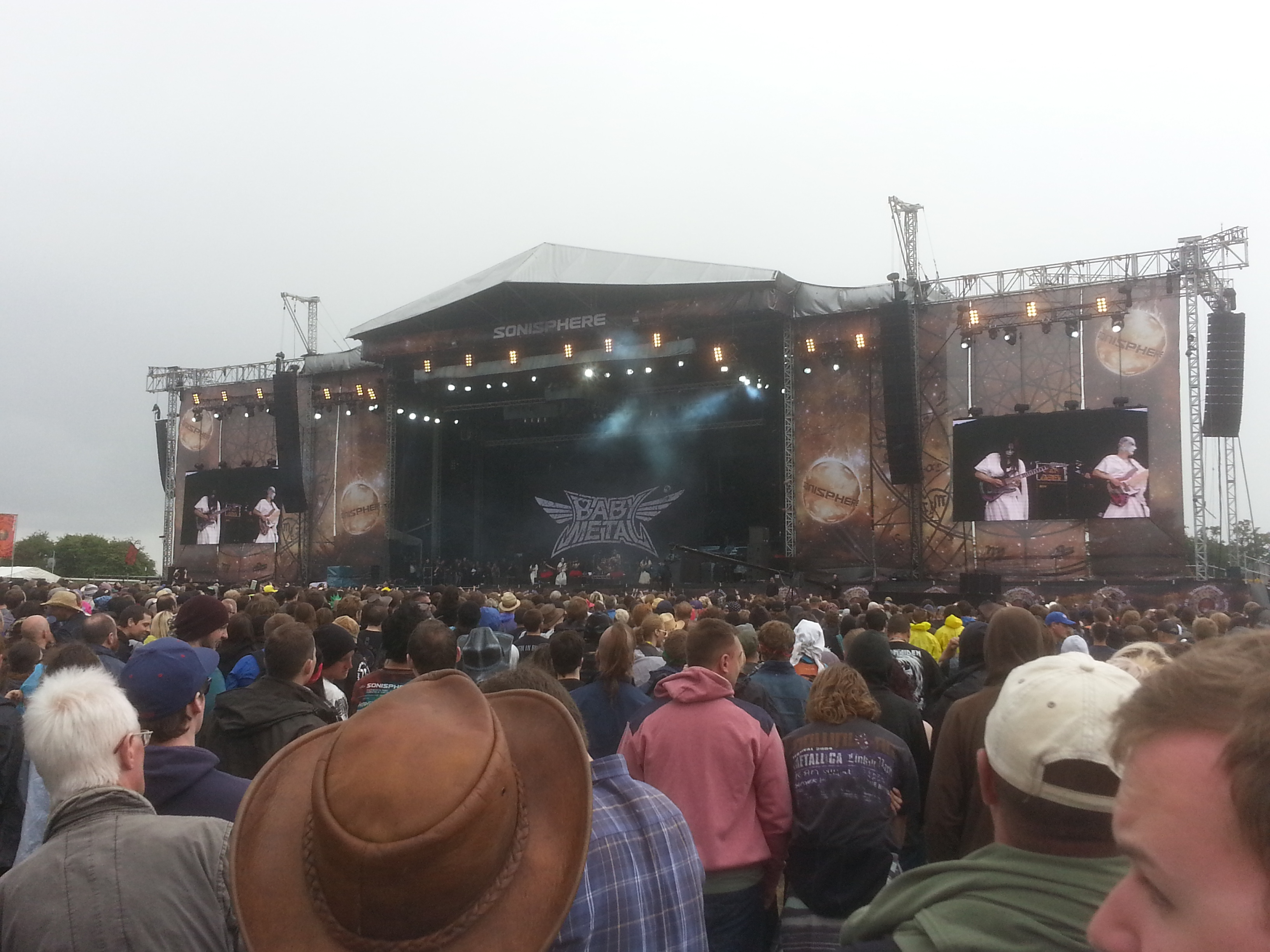
Выступление Babymetal на фестивале Sonisphere 2014 в Великобритании

26 февраля 2014 года вышел первый одноимённый альбом «Babymetal». В альбом вошло тринадцать треков. Также ограниченным тиражом были выпущены DVD с клипами группы и кадрами с живых выступлений. По данным компании «Oricon» в первую неделю после релиза альбом был продан в Японии в более чем 37 тысячах экземплярах. В чарте компании «Oricon» альбом дебютировал на 4-м месте, а в чарте журнала «Billboard Japan» — на 2-м. 1 и 2 марта 2014 года группа дала два концерта на арене Ниппон Будокан. С их средним возрастом 14.7 лет они стали самыми молодыми девушками в истории арены, которые проводили там выступления. Оба концерта посетили примерно 20 тысяч человек. Спустя какое-то время был выложен ролик, который анонсировал первый мировой тур. Первоначально группа выступила в Париже и Кёльне. Фестиваль Sonisphere в Великобритании был впоследствии добавлен к туру. Группа получила официальное приглашение выступить на этом фестивале, после успешной кампании под названием «Babymetal For Sonisphere UK 2014».

### 2016—2017: альбомMetal Resistance

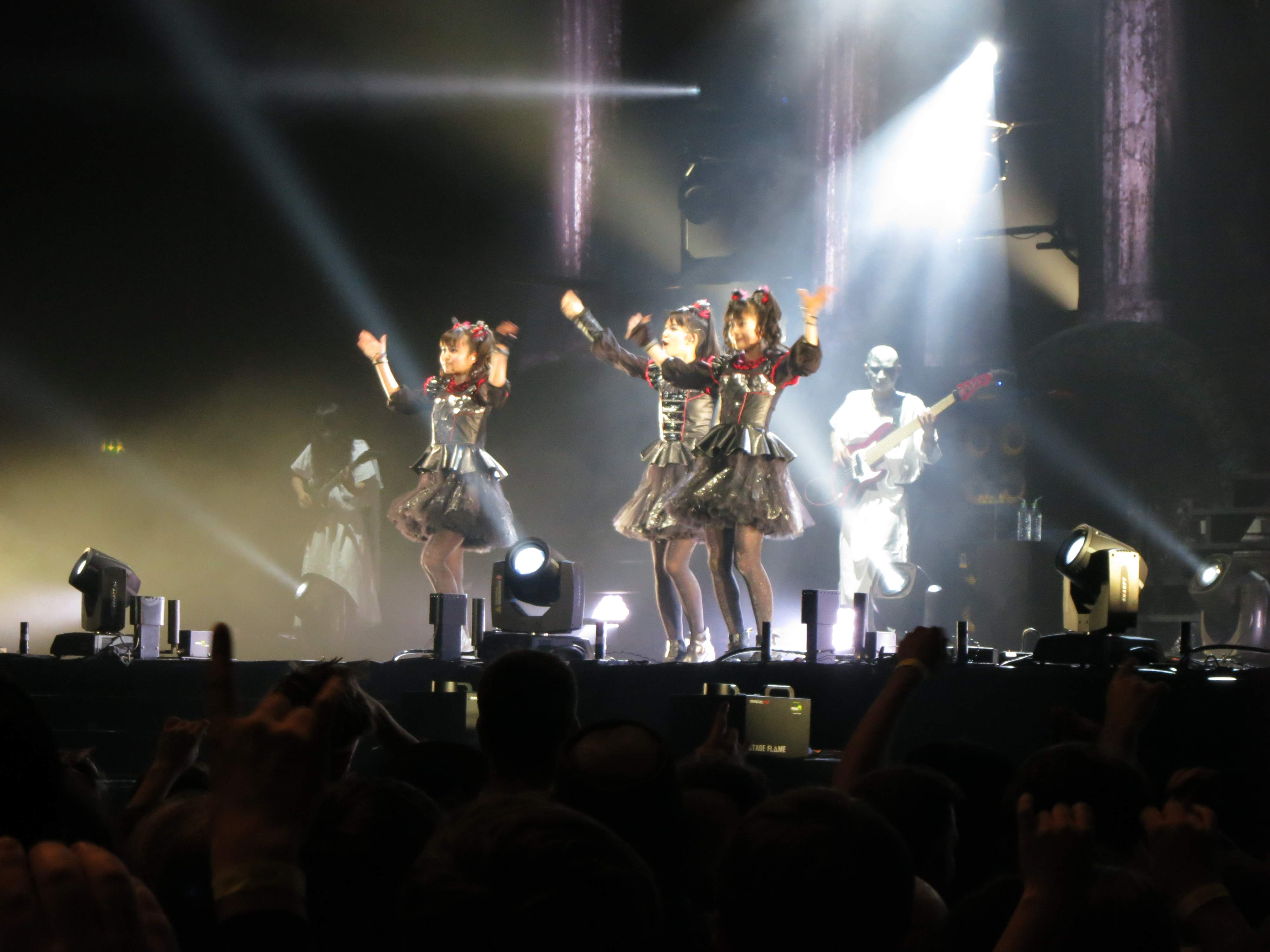
Выступление Babymetal на арене Уэмбли. Лондон, 2015 год

В декабре 2015 года была анонсирована дата выхода второго альбома — 1 апреля 2016 года, а также новый тур с первым выступлением 2 апреля на Уэмбли Арене и заключительными шоу в Токио Доум. 15 января 2016 года было анонсировано название второго альбома «Metal Resistance».
Их второй альбом отличался от их дебютного. Yuimetal заявляла, что «по сравнению с первым альбомом, во втором они бросили вызов множеству новых, разных типов музыкальных жанров, даже больше, чем раньше». Также отличие состоит в том, что в нём употребляется более позитивная лирика, чем прежде. Группа стремилась охватить больше стилей для привлечения более широкой аудитории. Группа решила назвать альбом «Metal Resistance», потому что они верили, что это название олицетворяет кто они и чем занимаются в качестве Babymetal.
19 и 20 сентября 2016 года состоялись заключительные шоу мирового тура 2016 года, которые прошли в Токио Доум. Билеты на оба концерта были полностью распроданы и каждый концерт посетили примерно 55000 человек. Yuimetal призналась, что она «всё ещё в шоке», что они выступили на этой площадке. Moametal чувствовала то же самое, называя это «большим испытанием для молодых девушек нашего возраста выступать на этой площадке». Su-metal объяснила, что «в Японии мы играли на многих крупных площадках, таких как Будокан и другие, но Токио Доум всегда был местом, в котором я мечтала выступить».
2 и 3 декабря 2017 года прошли концерты на арене «Hiroshima Prefectural Sports Center» и носили название Legend «S» Baptism XX. Это были первые концерты в Хиросиме, родном городе Судзуки, которые были ранним празднованием её совершеннолетия. Это также был первый концерт, который группа провела без Yuimetal из-за её плохого состояния здоровья.
30 декабря гитарист «Kami Band» Микио Фудзиока упал со смотровой площадки. Он скончался 5 января 2018 года.

### 2018—2020: уход Yuimetal, альбомMetal Galaxy
1 апреля 2018 года Babymetal разместила на своём канале в YouTube таинственное видео под названием «Metal Resistance Episode VII — The Revelation». В видео говорится, что существует «тёмная сторона» Babymetal, «с семью металическими духами», и что «начинается новая эра». 1 мая они объявили через Twitter, что запускают собственный лейбл, названный Babymetal Records.
В мае 2018 года, во время первого концерта в туре по Соединённым Штатам выяснилось, что Yuimetal не будет принимать участие в туре. На фоне слухов фанатов о статусе Yuimetal в группе, представитель «5B Management», американской управляющей компании, представляющей Babymetal, ответил на запрос журнала «Alternative Press Magazine», сказав, что «Yuimetal остаётся членом группы, но она не будет участвовать в этом туре в настоящее время». Однако Yuimetal также отсутствовала в европейской части тура в июне 2018 года, а её участие в азиатской части тура осталось неподтверждённым.
19 октября 2018 года, незадолго до старта азиатской части тура, вышел новый сингл «Starlight». В тот же день было объявлено о том, что Yuimetal больше не состоит в Babymetal. Юи опубликовала запись, где объяснила своё решение и её желание заниматься сольной карьерой.

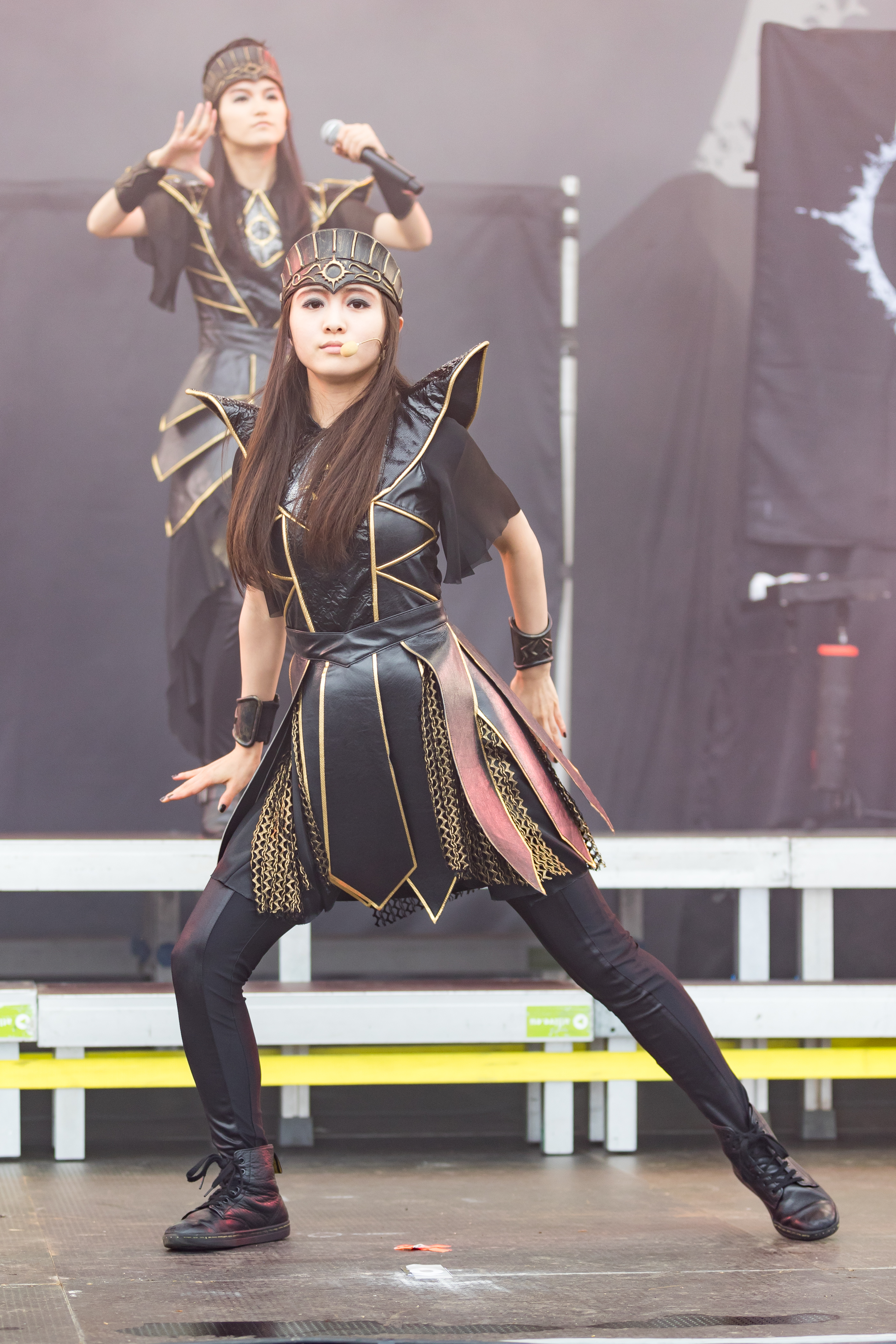
Babymetal (в составе SU-METAL и MOAMETAL) выступают на Rock am Ring в 2018 году

1 апреля 2019 года группа объявила о том, что они выпустят третий альбом в течение этого года. 23 апреля было объявлено о первом аренном концерте в Соединённых Штатах который должен пройти 11 октября на арене The Forum. Позже оказалось, что в этот же день выходит и третий альбом группы «Metal Galaxy». 10 мая 2019 года вышел новый сингл «Elevator Girl». 1 Июля 2019 года группа выпустила новый сингл, совместно с рэпером F.HERO, и видео к нему под названием «PA PA YA!!». Видео было снято на одном из концертов на «Йокогама Арена». В видео также присутствует дополнительный танцор — Кано Фудзихира, одна из трёх девушек, в настоящее время танцующих вместо выбывшей Юи. Эти танцоры, так же известные как «Мстительницы» (англ. The Avengers) — Кано Фудзихира, Рихо Саяси и Момоко Окадзаки. Имена всех трёх девушек официально не были названы.
В октябре 2019 года группа достигла вершины чарта Billboard Top Rock Albums Chart, став первой азиатской группой, которой это удалось. Год спустя Babymetal выступили в качестве приглашённого артиста на EP Bring Me the Horizon — Post Human: Survival Horror в песне «Kingslayer».
16 ноября 2020 года NHK объявил, что Babymetal примут участие в 71-й новогодней программе NHK Kōhaku Uta Gassen. Они исполнили «Ijime, Dame, Zettai» и «Endless Rain» с Ёсики, Роджером Тейлором и Брайаном Мэем из Queen, Сарой Брайтман, SixTones, LiSA и Milet.
23 декабря 2020 года был выпущен первый сборник группы «10 Babymetal Years». В честь 10-летия образования группы 25 августа 2021 года в формате аудио-винила были выпущены десять концертных видео «10 Babymetal Budokan». 10 октября 2021 года группа выпустила загадочное видео, намекающее на перерыв или конец группы с сообщением: «Три металических духа, которые сияли с 2010 года, даже если бы они покинули Землю, продолжали бы вечно сиять в наших сердцах и во всей Металической Галактике. Легенда превращается в миф, который превращается в Живую Легенду… Что ждёт нас за концом лестницы, ведущей в Живую Легенду, знает только Лисий Бог».

### 2021—2025: альбомThe Other Oneи новая участница Momometal
11 октября 2022 года группа объявила о своём предстоящем четвёртом концептуальном альбоме The Other One, который выйдет 24 марта 2023 года. Первый сингл с альбома «Divine Attack — Shingeki» был выпущен 20 октября 2022 года. Это первый случай, когда Накамото участвовала в написании текста песни. 18 ноября в свет вышел второй сингл с альбома — «Monochrome». Третий сингл «Metal Kingdom» был выпущен 20 января 2023 года. Одновременно с этим был объявлен официальный трек-лист альбома.

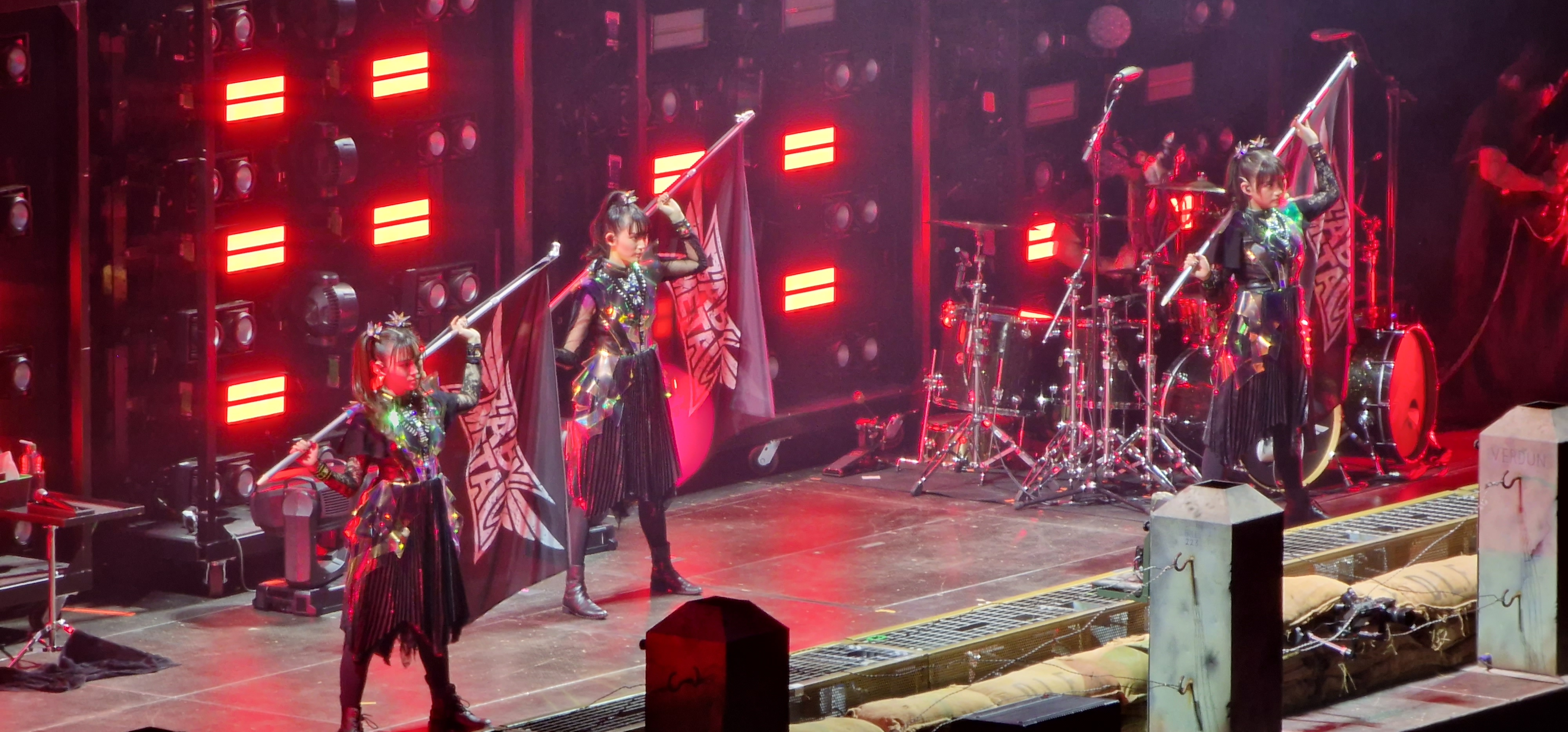
Babymetal выступают на концерте в рамках европейской части мирового турне группы Sabaton. Амстердам, 2023 год. Слева направо: MOAMETAL, SU-METAL, MOMOMETAL.

18 октября 2022 года шведская метал-группа Sabaton объявила, что Babymetal выступит на их концертах в рамках европейской части мирового турне вместе с финской группой Lordi. 28 и 29 января 2023 года Babymetal выступили в Makuhari Messe, что стало их первым живым концертом почти за два года. Они исполнили в общей сложности 13 песен, пять из которых были с альбома The Other One. Материалы с концертов были использованы для клипа на песню «Metal Kingdom», который вышел 3 февраля 2023 года. 23 февраля они выпустили песню «Light And Darkness» с сопровождающим клипом, который также состоял из материалов с концертов в Makuhari Messe. За несколько дней до релиза они разместили два тизера к клипу на своём канале YouTube.
Накамото и Кикути исполнили фортепианную версию песни «Monochrome» для The First Take, премьера которой состоялась на их канале YouTube 10 марта 2023 года. 15 марта группа объявила о своём первом туре с 2019 года, Babymetal World Tour 2023, в рамках которого они выступят в Азии и Австралии. 23 марта они выпустили финальный сингл с концептуального альбома The Other One, «Mirror Mirror», с лирик-видео. Альбом вышел на следующий день на рекорд-лейбле Cooking Vinyl. 1 апреля 2023 года, во время выступления Babymetal на Pia Arena MM в Канагаве, Окадзаки была официально объявлена новым участником «возрождённого Babymetal», приняв имя Momometal. Её первым видеоклипом в качестве официальной участницы стал клип на песню «Mirror Mirror», загруженный на YouTube 7 апреля, в котором были использованы кадры с выступления Babymetal на Pia Arena MM.
2 и 3 марта 2024 года на Yokohama Arena состоялись два концерта под названием Legend — MM, посвященные дню рождения Momometal. Первый вечер был назван «20 Night», так как на тот момент ей было 20 лет, а второй — «21 Night», что совпало с её 21-м днем рождения. За два дня на мероприятии побывало около 30 000 человек.
18 августа 2023 года Babymetal выпустили сингл «Metali!!», записанный совместно с гитаристом Томом Морелло. 23 мая 2024 года, совместно с группой Electric Callboy была выпущена песня Ratatata. Позже она была использована WWE в качестве тематической песни для крупного шоу рестлинга Bash in Berlin в 2024 году. Babymetal появились в качестве камео в финском фильме Heavier Trip, повествующем о вымышленной хэви-метал-группе. 6 декабря был выпущен сингл «Bekhauf» совместно с индийской метал-группой Bloodywood.

### 2025—настоящее время: альбомMetal Forth
4 января 2025 в эфир радио Tokyo FM вышел первый выпуск регулярной авторской программы группы под названием Babymetal's Metal Radio! (яп. Babymetalのメタラジ！ Bebīmetaru no meta raji!). 1 апреля 2025 анонсировала продолжение своего четвёртого альбома The Other One. Продолжение получило название Metal Forth — это пятый по хронологии альбом, но по официальной нумерации так же является четвёртым альбомом, как и предыдущий. Изначально было объявлено, что альбом выйдет в свет 13 июня 2025. 23 апреля 2025 группа сообщила в своих социальных сетях, что дата выхода перенесена на 27 июня. Это объяснялось тем, что они хотят «синхронизировать внутренние и международные даты выхода». Чуть позже было объявлено, что дата выхода смещена ещё раз, на 8 августа того же года. Так же было объявлено о сотрудничестве с лейблом Capitol Records. 4 апреля был выпущен сингл «from me to u», записанный совместно с американской певицей Poppy. 28 мая вышел совместный трек «Song 3» с российской дэткор-группой Slaughter to Prevail. 30 мая 2025 года Babymetal стали первыми японскими артистами, которые выступили хедлайнерами и распродали все билеты на концерт на арене O2 в Лондоне. Metal Forth вышел 8 августа 2025 года.

## Состав
Официально были опубликованы только имена основных участников Babymetal.
Текущий состав
- SU-METAL (Судзука Накамото) — ведущий вокал (2010 — н. в.)
- MOAMETAL (Моа Кикути) — ведущий и бэк-вокалы (2010 — н. в.)
- MOMOMETAL (Момоко Окадзаки) — дополнительный танцор (2019—2021), ведущий и бэк вокалы (2023—н. в.)[79]

Kami Band
| East Kami Band - Такаёси Омура — гитара (2013 — н. в.) - Leda (Deluhi/Galneryus) — гитара (2013 — н. в.) - Исао Фудзита — гитара (2015 — н. в.) - BOH (Binecks) — бас-гитара (2013 — н. в.) - Хидэки Аояма (Ever+Last) — барабаны (2013 — н. в.) | West Kami Band - Энтони Бароне (Shadows of Intent) — барабаны (2019-н. в.) - Крис Келли (Galactic Empire) — гитара (2019-н. в.) - Си Джей Маскиантонио (Galactic Empire) — гитара (2019-н. в.) - Клинт Тастин (Galactic Empire) — бас-гитара (2019-н. в.) |

Бывшие участники
- YUIMETAL (Юи Мидзуно) — ведущий и бэк-вокалы (2010—2018)[87]
- Микио Фудзиока — Kami Band; — гитара (2013—2018; умер в 2018)[88]

| Музыканты Pre-Kami Band - Хидэфуми Усами — программист (2012-?) - Shin — ударные (2012) - Ryo — бас-гитара (2012) - Shiren — гитара (2012) - Хироки Араи — гитара (2012) - Ikuo — бас-гитара (2013) Мстительницы (англ. The Avengers) - Рихо Саяси — дополнительный танцор (2019—2020) - Кано Фудзихира — дополнительный танцор (2019—2020) | Концертные участники - Юя Маэта — Kami Band; ударные (2014) - Исаму Такита — Kami Band; бас-гитара (2017) - Эйдзи Мацумото — Kami Band; ударные (2018) - Юсукэ Хирага — Kami Band; гитара (2018) - Минако Маруяма — дополнительный танцор (2018) - Минами Цукуи — дополнительный танцор (2018) - Соко Акияма — дополнительный танцор (2018) - Сайя Хираи — дополнительный танцор (2018) - Котоно Омори — дополнительный танцор (2018) |

Временная шкала

## Дискография

### Альбомы

#### Студийные альбомы
| Название         | История релиза | Высшая позиция в чартах | Высшая позиция в чартах | Высшая позиция в чартах | Высшая позиция в чартах | Высшая позиция в чартах | Высшая позиция в чартах | Высшая позиция в чартах | Высшая позиция в чартах | Сертификации    |
| Название         | История релиза | Ori- con                | Bill- board             | UK                      | UK Rock                 | US                      | US Hard Rock            | US World                | US Rock                 | Сертификации    |
| ---------------- | --- | ----------------------- | ----------------------- | ----------------------- | ----------------------- | ----------------------- | ----------------------- | ----------------------- | ----------------------- | --------------- |
| BABYMETAL        | - Выпущен: 26 февраля 2014 - Лейбл: BMD Fox Records (Toy's Factory) - Форматы: CD, CD+DVD, цифровая дистрибуция, LP                    | 4                       | 2                       | 103                     | 7                       | 187                     | 12                      | 1                       | 50                      | - RIAJ: Золотой |
| METAL RESISTANCE | - Выпущен: 1 апреля 2016 - Лейбл: BMD Fox Records (Toy's Factory) - Форматы: CD, CD+DVD, CD+Blu-ray, цифровая дистрибуция, LP          | 2                       | 2                       | 15                      | 2                       | 39                      | 2                       | 1                       | 6                       | - RIAJ: Золотой |
| METAL GALAXY     | - Выпущен: 11 октября 2019 - Лейбл: BMD Fox Records (Toy's Factory), Babymetal Records - Форматы: CD, CD+DVD, цифровая дистрибуция, LP | 3                       | 3                       | 19                      | 1                       | 13                      | 1                       | 2                       | 1                       | - RIAJ: Золотой |
| THE OTHER ONE    | - Выпущен: 24 марта 2023 - Лейбл: BMD Fox Records (Toy's Factory), Babymetal Records - Форматы: CD, Blue-ray, цифровая дистрибуция, LP | 3                       | 3                       | 32                      | 3                       | 23                      | 15                      | 8                       | —                       | н/д             |
| METAL FOURTH     | - Выпущен: 8 августа 2025 - Лейбл: Capitol Records - Форматы:                                                                          |                         |                         |                         |                         |                         |                         |                         |                         | н/д             |

#### Концертные альбомы
| №  | Название                                  | Дата выпуска     |
| -- | ----------------------------------------- | ---------------- |
| 1  | Live: Legend I, D, Z Apocalypse           | 20 ноября 2013   |
| 2  | Live: Legend 1999 & 1997 Apocalypse       | 29 октября 2014  |
| 3  | Live at Budokan: Red Night                | 7 января 2015    |
| 4  | Live at Budokan: Black Night              | 7 января 2015    |
| 5  | Live in London: Babymetal World Tour 2014 | 20 мая 2015      |
| 6  | Live at Wembley                           | 2 апреля 2016    |
| 7  | Live at Tokyo Dome                        | 12 апреля 2017   |
| 8  | Legend S: Baptism XX                      | 1 августа 2018   |
| 9  | Legend — Metal Galaxy                     | 9 сентября 2020  |
| 10 | Live at the Forum                         | 22 сентября 2021 |
| 11 | 10 Babymetal Budokan                      | 29 сентября 2021 |
| 12 | Babymetal Returns — The Other One         | 14 июня 2023     |
| 13 | Babymetal Begins — The Other One          | 11 октября 2023  |

#### Мини-альбомы
| Название              | История релиза                                                        |
| --------------------- | --------------------------------------------------------------------- |
| Introducing Babymetal | - Выпущен: 16 сентября 2015 - Лейбл: BMD Fox Records - Формат: CD/DVD |
| 10 Babymetal Years    | - Выпущен: 23 декабря 2020 - Лейбл: AMUSE INC. - Формат: CD/DVD       |

### Синглы
| Название                                                   | Дата выпуска     | Пик позиций                | Пик позиций | Альбом                      |
| Название                                                   | Дата выпуска     | Oricon Weekly Single Chart | JPN Hot 100 | Альбом                      |
| CD-синглы                                                  | CD-синглы        | CD-синглы                  | CD-синглы   | CD-синглы                   |
| ---------------------------------------------------------- | ---------------- | -------------------------- | ----------- | --------------------------- |
| «Headbangeeeeerrrrr!!!!!» (яп. ヘドバンギャー!!)           | 4 июля 2012      | 20                         | —           | Babymetal                   |
| «Ijime, Dame, Zettai» (яп. イジメ、ダメ、ゼッタイ)         | 9 января 2013    | 6                          | 14          | Babymetal                   |
| «Megitsune» (яп. メギツネ)                                 | 19 июня 2013     | 7                          | 16          | Babymetal                   |
| Цифровые синглы                                            |                  |                            |             |                             |
| «Road of Resistance»                                       | 1 февраля 2015   | —                          | 17          | Metal Resistance            |
| «Gimme Chocolate!!»                                        | 31 мая 2015      | —                          | 54          | Babymetal                   |
| «Karate»                                                   | 26 февраля 2016  | —                          | 17          | Metal Resistance            |
| «Distortion» (совместно с Алиссой Уайт-Глаз)               | 7 мая 2018       | 42                         | 6           | Metal Galaxy                |
| «Starlight»                                                | 19 октября 2018  | —                          | 24          | Metal Galaxy                |
| «Elevator Girl»                                            | 10 мая 2019      | —                          | 38          | Metal Galaxy                |
| «PA PA YA!!» (совместно с F.HERO)                          | 28 июня 2019     | —                          | 56          | Metal Galaxy                |
| «BxMxC»                                                    | 28 июня 2019     | 25                         | —           | Metal Galaxy                |
| «Divine Attack — Shingeki»                                 | 20 октября 2022  | 20                         | 22          | The Other One               |
| «Monochrome»                                               | 18 ноября 2022   | 25                         | —           | The Other One               |
| «Metal Kingdom»                                            | 20 января 2023   | 28                         | —           | The Other One               |
| «Light and Darkness»                                       | 23 февраля 2023  | 22                         | —           | The Other One               |
| «Mirror Mirror»                                            | 24 марта 2023    | —                          | —           | The Other One               |
| Коллаборации                                               |                  |                            |             |                             |
| «BABYMETAL × Kiba of Akiba» (яп. BABYMETAL×キバオブアキバ) | 7 марта 2012     | 46                         | —           | Babymetal                   |
| «Kingslayer» (совместно с Bring Me The Horizon)            | 30 октября 2020  | —                          | —           | Post Human: Survival Horror |
| «The End» (совместно с Lil Uzi Vert)                       | 30 июня 2023     | —                          | —           | Pink Tape                   |
| «METALI!!» (совместно с Томом Морелло)                     | 18 августа 2023  | —                          | —           | Metal Forth                 |
| «Leave It All Behind» (совместно с F.HERO и Bodyslam)      | 14 марта 2024    | —                          | —           | Неальбомный сингл           |
| «RATATATA» (совместно с Electric Callboy)                  | 23 мая 2024      | —                          | —           | Metal Forth                 |
| «Eternal flames» (совместно с TMG)                         | 18 сентября 2024 | —                          | —           | TMG II                      |
| «Bekhauf» (совместно с Bloodywood)                         | 6 декабря 2024   | —                          | —           | Nu Delhi                    |
| «from me to u» (совместно с Poppy)                         | 04 апреля 2025   | —                          | —           | Metal Forth                 |
| «Song 3» (совместно с Slaughter To Prevail)                | 28 мая 2025      | —                          | —           | Metal Forth / Grizzly       |

## Фильмография
| Год  | Название     | Роль        | Прим. |
| ---- | ------------ | ----------- | ----- |
| 2024 | Heavier Trip | Играют себя | Камео |

## Музыка и тексты песен
Большинство японских эстрадных идолов демонстрируют яркую атмосферу, лёгкую музыку, улыбки и очаровательное лицо. Однако Лоррейн Плурд утверждала, что Babymetal напоминает людям немного более тёмную, чуть более сложную версию миловидности. Группа определяет свой стиль как новый жанр под названием «kawaii metal» («kawaii» означает «милый») и поясняет, что это «смесь айдол J-pop и хэви-метала». Группа также была описана как альтернативный метал, дэт-метал, пауэр-метал и спид-метал.
Тристан Петерсон из Metal Obsession отметил в своём обзоре дебютного альбома группы: «Эта группа была создана для демографической группы — Музыка, которая понравится вашему японскому парню / девушке, который не очень любит метал», а также «Babymetal сделали метал милым, не потеряв при этом его остроты».
Патрик Сен-Мишель из японского музыкального и культурного сайта MTV 81 похвалил «чистую, вызывающую тряску энергию» живых выступлений группы и описывает их стиль как смесь «… кажущихся несопоставимых звуков хэви-метала и айдол-попа, создающих музыку, закреплённую как мучительными криками, так и приятными припевами». Журнал Metal Hammer описал их выступление, используя формулу: «Короткие юбки, очарование школьницы и скрипучие голоса — как в манга-комиксах. Но они смешивают все это с металом».
Лирические темы в музыке Babymetal сосредоточены на реальных проблемах. Кроме того, они несут послание позитива и силы с помощью атмосферы своей музыки, содержащей менее серьёзные и игривые темы. Если быть точным, то имидж девушек и женщин, на которых общество оказывает давление, заставляет их оставаться стройными, в то же время они поют о том, каково это — пойти на ваш первый концерт, о концепции «идеальной женщины» и шоколаде, сюжеты, которые, по мнению критиков, являются шагом в сторону от типичных лирических стилей, используемых большинством метал-групп.

## Живые выступления и клипы

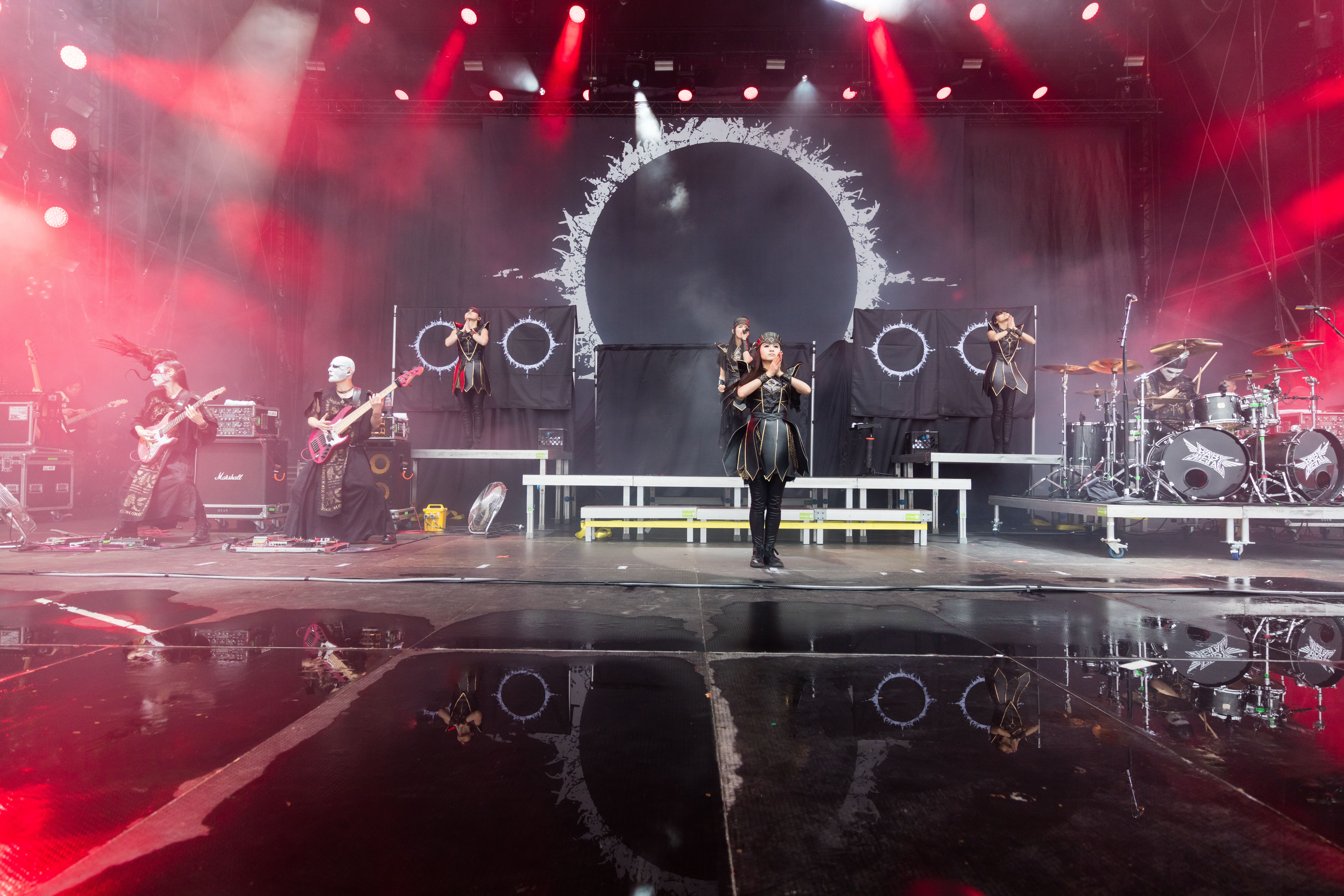
Babymetal и Kami Band выступают на Rock am Ring, 2018 год.

Su-metal — главный вокалист, которая на официальном сайте Babymetal указана, как участник с вокалом и танцами, а Moametal и Yuimetal — с криками и танцами, выступающие по обе стороны Su-metal, образуя тем самым треугольник. В первые годы существования группы участницы не взаимодейтвовали напрямую с публикой и не улыбались толпе, но со временем группа включила в свои выступления больше вовлечения аудитории. Между песнями Babymetal не общается с толпой. Вместо этого происходит затемнение, или, в ситуациях, когда это невозможно, они замирают в позе или отворачиваются от толпы. Костюмы Babymetal заимствованы из популярных стилей японской готики и панк-лолиты с акцентом на красный и чёрный.
Во время мирового турне 2018 года из-за отсутствия Yuimetal группа выступала с Moametal и Su-metal друг перед другом, в то время как два резервных танцора выступали по бокам сцены. После её официального покидания группы традиционное треугольное построение было восстановлено, и вместо Yuimetal выступает одна из трёх не поющих танцовщиц, именуемых Мстительницы (англ. The Avengers).

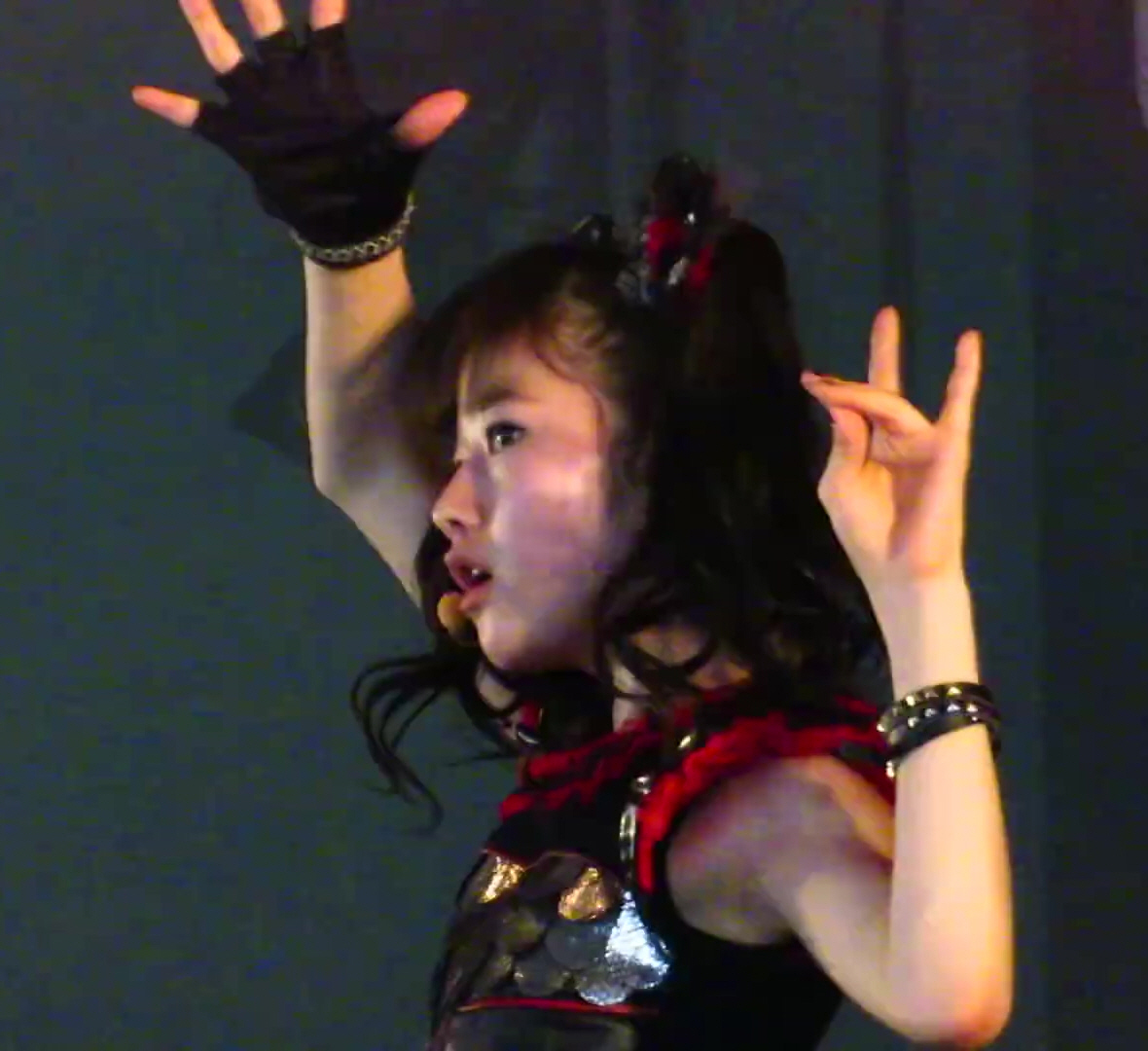
Символ «Кицунэ» в исполнении YUIMETAL

Вместо жеста «козы» группа использует жест кицунэ (так же известный как Тихая лиса), что символизирует предполагаемое божественное вдохновение группы. Изначально участницам группы были показаны фотографии жеста «козы», но они приняли его за голову лисицы. Вместо того, чтобы исправить ошибку, руководство приняло символ кицунэ как знак группы. Кроме того, стиль мошинга Babymetal, известный как mosh'sh (яп. モッシュッシュ mosshusshu), был описан как безопасная, весёлая и дружелюбная игра «толкни и пихай».

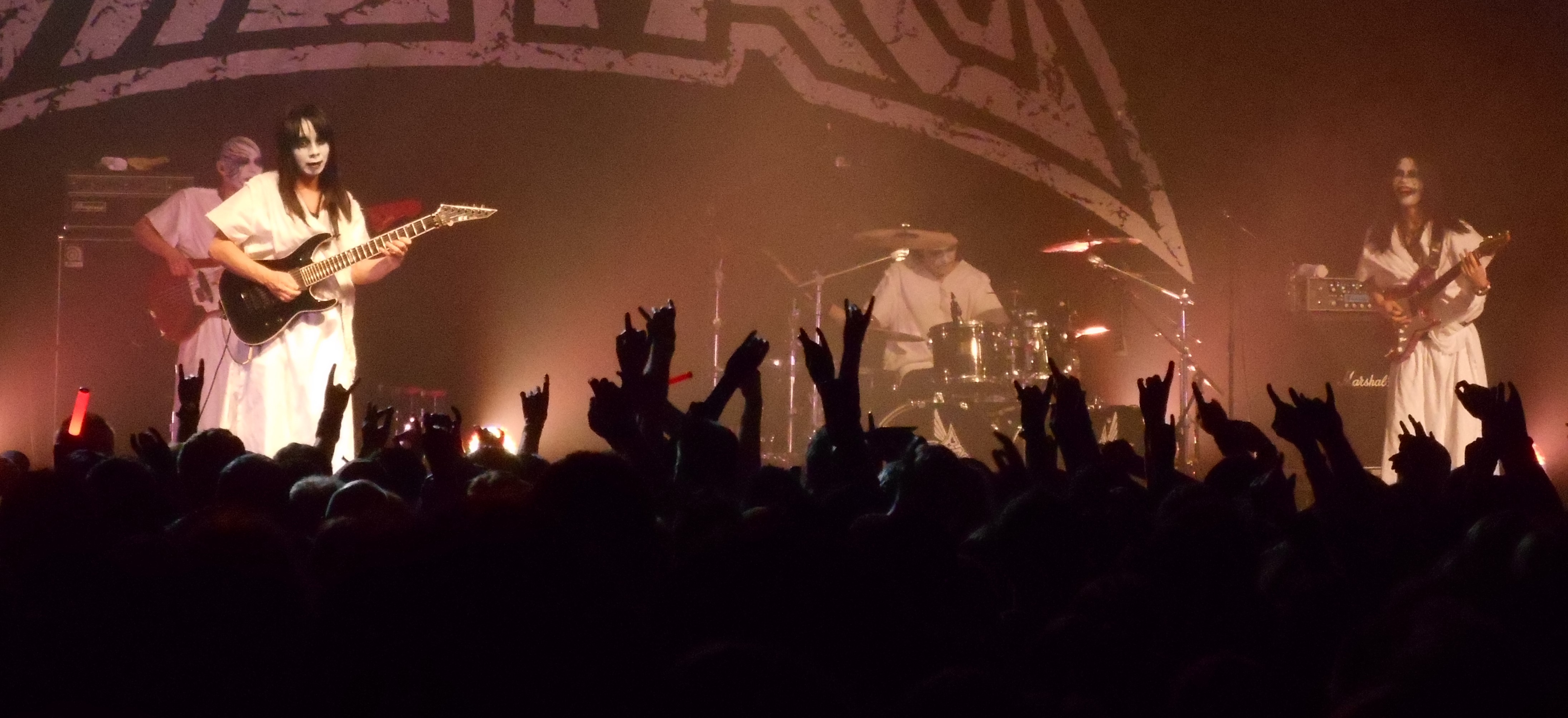
Сольный перформанс Kami Band на концерте Babymetal в Danforth Music Hall Торонто, 12 мая 2015 года

На своих концертах Babymetal сопровождает группа музыкантов. На ранних стадиях группа поддержки состояла из «Babybones» — группы безымянных людей, одетых в костюмы скелетов, которые имитировали игру на музыкальных инструментах, в то время как использовались предварительно записанные студийные треки. В конце 2012 года Babymetal дебютировали с живой группой для своих выступлений, которую они назвали «Full Metal Band» — группой живых музыкантов, одетых в белые мантии и с белым гримом на лицах, имитирующий «трупный» цвет кожи. Позже участницы группы и фанаты стали называть их «Богами метала», а с недавних пор — «Kami Band». С конца 2012 года по начало 2014 года эти две группы чередовались, а Kami Band больше использовалось для выступлений на фестивалях и специальных мероприятиях. Во время тура Babymetal Death Match Tour в мае 2013 года Kami Band впервые исполнили всю музыку вживую. В начале 2014 года группа Babybones незаметно ушла навсегда, и с тех пор Kami Band стала основной группой поддержки Babymetal.
С момента своего дебюта в конце 2012 года Kami Band состоит из меняющегося состава различных музыкантов. Однако по состоянию на начало 2018 года состав был относительно стабильным и состоял из гитаристов Такаёси Омура, Леда и Исао, басиста BOH, а также барабанщики Хидэки Аояма и Юя Маэта. Они периодически сменяют друг друга, если это необходимо. Участница группы Kami Band Леда внесла свой вклад в музыку Babymetal, особенно в их альбоме Metal Resistance (в описании Ledametal).
Музыкальные видеоклипы Babymetal, демонстрирующие их отличную визуальную эстетику, помогли группе привлечь широкое внимание. Их видео на «Gimme Chocolate !!» стало вирусным в 2014 году, когда Брайан Мэнсфилд из USA Today прокомментировал, что «видео выглядит как какое-то причудливое аниме, с тёмным готическим набором и участниками группы, играющими на инструментах в костюмах скелетов, а три девушки исполняют замысловатую хореографию, мигают сердечками и делают „мельницу“ движениями рук, как будто они играют на воздушной гитаре».
Что касается видеоклипа на песню «Karate», Moametal сказала, что она «очень горда тем, что теперь они представляют культуру, пришедшую из Японии через свою музыку, и это способ для большего числа людей за пределами Японии также узнать, что такое каратэ». В текстах говорится о том, чтобы никогда не сдаваться и двигаться вперёд. Yuimetal заявила, что хореография для песни иллюстрирует собой её текст и что «важно иметь возможность выражать свои мысли, которые они хотят передать через музыку с помощью своих танцевальных движений». Большинство их текстов написано на японском, и они видят в своей хореографии способ преодолеть языковой барьер.

## Видеоклипы
| Название                                           | Официальный канал на YouTube |
| -------------------------------------------------- | ---------------------------- |
| «Doki Doki Morning»                                | смотреть                     |
| «Ii ne!»                                           | смотреть                     |
| «Ii ne!» (Live in Tokyo 2012)                      | смотреть                     |
| «Headbangeeeeerrrrr!!!!!»                          | смотреть                     |
| «Ijime, Dame, Zettai»                              | смотреть                     |
| «Megitsune»                                        | смотреть                     |
| «Gimme Chocolate!!»                                | смотреть                     |
| «Road of Resistance» (Live in Japan)               | смотреть                     |
| «Ijime, Dame, Zettai» (Live at Sonisphere UK 2014) | смотреть                     |
| «KARATE»                                           | смотреть                     |
| «THE ONE»                                          | смотреть                     |
| «Distortion»                                       | смотреть                     |
| «Distortion» (Live at Download Festival 2018)      | смотреть                     |
| «NO RAIN, NO RAINBOW» (Live in Hiroshima)          | смотреть                     |
| «Starlight»                                        | смотреть                     |
| «PA PA YA!!» (совместно с F.HERO)                  | смотреть                     |
| «Elevator Girl» (English ver.)                     | смотреть                     |
| «Shanti Shanti Shanti»                             | смотреть                     |
| «DA DA DANCE» (совместно с Tak Matsumoto)          | смотреть                     |
| «BxMxC»                                            | смотреть                     |
| «Divine Attack — Shingeki»                         | смотреть                     |
| «Monochrome»                                       | смотреть                     |
| «Metal Kingdom»                                    | смотреть                     |
| «Light and Darkness»                               | смотреть                     |
| «Mirror Mirror»                                    | смотреть                     |
| «METALIZM»                                         | смотреть                     |

## Публичный имидж
По словам Кея «Kobametal» Кобаяси, исполнительного продюсера группы, группа была сформирована на основе идеи нового типа метала, и участницы группы получают «божественные послания» от Бога лисиц (англ. The Fox God). Накамото объяснила, что послания были косвенными, так как сначала приходят к Kobametal. Кей заявил, что принимать или отклонять идею остаётся на его усмотрение. Кроме того, он отверг представление о группе как о «метал-группе» или «поп-группе», предпочитая «единственный и неповторимый Babymetal». Кикути пошутила, что все трое участниц решили присоединиться к группе, поскольку это была судьба, они были выбраны Богом лисиц, цель которого, как говорят, состоит в том, чтобы группа выступала и распространяла свою музыку по всему миру.
Группа получила широкий отклик у публики. Некоторые критики хвалили группу за «креативность» и «нарушение правил» в жанре метала, в то время как другие называли их «группой новичков». Когда Накамото спросили о людях, которые не считают поп-музыку группы «металом», она признала эти утверждения и похвалила такие обвинения, объяснив, что у металических пуристов есть свои собственные предпочтения в отношении того или иного метала, и приняла их слова во внимание для будущего развития группы.
Поклонники, вместе именуемые «The One», по слова Мидзуно, представляют собой смешанную демографическую группу разного возраста. Отмечая поклонников метала и поп-музыки, она описала «металистов», похожих на них самих, и поклонников поп-музыки, которые одеваются как они и косплеят их. Она также подчеркнула важность возможности обратиться к более молодым поклонникам музыки, знакомящихся с жанром метал при помощи Babymetal, отметив, что у неё не было собственного опыта работы с металом до присоединения к группе.
10 декабря 2013 года Babymetal выпустила «Babymetal Apocalypse», неполный комикбук, постепенно заполняющийся страницами, которые периодически становились доступными позже. Страницы включают в себя сведения о Babymetal, иллюстрации и фотографии, а также информацию об эксклюзивных мероприятиях для участников, таких как «Apocrypha» во время World Tour 2014 Babymetal. Купив комикбук и введя код, прилагаемый к книге, можно присоединиться к официальному фан-клубу группы «Babymetal Apocalypse Web». Видео, загруженное для участников «Babymetal Apocalypse Web» в декабре 2014 года, объявляет о переходе в новый официальный фан-клуб под названием «The One», который начался с выпусков ограниченного издания альбома Live at Budokan: Red Night & Black Night Apocalypse.

## Наследие
Babymetal приписывают создание жанра каваии-метал («милый метал»), который сочетает в себе элементы J-pop и хэви-метала. Этот жанр представил метал новой аудитории, и с момента дебюта Babymetal сформировалось много новых каваи-метал групп, таких как Doll$Boxx и Deadlift Lolita. Хотя большинство каваи-метал групп базируются в Японии, этот жанр начал распространяться за пределы страны в такие места, как Южная Корея, где сформировались каваи-метал группы, например Pritz. Кроме того, влияние Babymetal простирается далеко за пределы Японии. В 2016 году Babymetal стала самой успешной японской группой в истории официальных чартов Великобритании, после выпуска своего альбома Metal Resistance. В США Metal Resistance был первым японским альбомом, попавшим в чарт Billboard Top 40 за более чем 50 лет, где он достиг 39 места за первую неделю. Последним японским артистом, вошедшим в топ-40, был Кю Сакамото в 1963 году. В 2019 году Babymetal стала первой азиатской группой, которая возглавила чарт Billboard Rock Albums, выпустив свой третий студийный альбом Metal Galaxy.

## Реакция

### Япония
Юдзо Каяма, известный в Японии музыкант, актёр и автор песен, сказал о песне «Gimme Chocolate !!»: «Я думаю, что петь сложно, но тон песни точный. Ритм новый, танец новаторский и чёткий». Рэйко Юкава, известный музыкальный критик в Японии, заявила: «Babymetal очень мило поют и танцуют, у них есть харизма, как у Химико, и они сияют, как никто другой не может».
Ёсики, лидер рок-группы X Japan, заявил: «Мне очень понравилась идея слияния симпатичных девушек и метала», добавив: «Когда-нибудь X Japan скооперируются с Babymetal». Главный редактор Burrn! Хиросе сказал, что они «приветствуются как совершенно новое развлечение из Японии в Великобритании, независимо от того, является это хэви-металом или нет». Наомиюки Умэдзава из Burrn! чувствовал, что Babymetal «смотрит металу прямо в лицо» и «создаёт чрезвычайно точные звуки, которые привлекают поклонников и требуют восхищения».

### За рубежом
Daily Dot писали: «Для тех из нас, чьи музыкальные вкусы находятся где-то посередине, Babymetal похож на волшебного, одетого в кожу, огнедышащего звукового единорога». Согласно британской The Guardian, «это японская поп-музыка, созданная за кулисами каким-то дьявольским гением Макиавелли, у которого почти наверняка возникла внезапная „Эврика!“, посреди ночи и он понял, что японская публика наверняка безоговорочно примет такую, казалось бы, несочетаемую мешанину передовых музыкальных идей».
The Los Angeles Times заявили: «Babymetal — японская концептуальная группа, и сейчас они — самая спорная вещь в тяжёлой музыке». MetalSucks писали: «Babymetal — это не метал. Это театр японской поп-индустрии, деконструирующий пост-миллениум-метал, современные поп-тропы и воссоздающая их в полностью реализованный, 360-градусный развлекательный опыт». После того, как Роб Хэлфорд из Judas Priest выступил с Babymetal в июле 2016 года, он сказал: «Babymetal — это будущее метала».

## Награды и номинации
| Год  | Номинируемая работа  | Категория                                                                           | Результат                 |
| ---- | -------------------- | ----------------------------------------------------------------------------------- | ------------------------- |
| 2014 | Babymetal            | 2014 MTV Europe Music Awards — Wild Card for Best Japanese Act                      | Предварительная номинация |
| 2014 | Babymetal            | NEO Awards 2014 — Best Musical Act                                                  | Победа                    |
| 2015 | Babymetal            | 7th CD Shop Awards — Grand Prix                                                     | Победа                    |
| 2015 | Babymetal            | Loudwire 4th Annual Music Awards — Best New Artist of the Year Award                | Победа                    |
| 2015 | Babymetal            | Kerrang! Awards 2015 — Spirit of Independence Award                                 | Победа                    |
| 2015 | Babymetal            | Metal Hammer Golden Gods Awards 2015 — Breakthrough Award                           | Победа                    |
| 2015 | Babymetal            | 2015 MTV Europe Music Awards — Best Japanese Act                                    | Номинация                 |
| 2015 | Babymetal            | 2015 MTV Video Music Awards Japan — Best Metal Artist                               | Победа                    |
| 2015 | Babymetal            | GQ Men of the Year 2015 Award, Special Prize «Discovery of the year»                | Победа                    |
| 2015 | Babymetal            | Vogue Japan Women of the Year 2015                                                  | Победа                    |
| 2015 | Babymetal            | NEO Awards 2015 — Best Musical Act                                                  | Победа                    |
| 2015 | Babymetal            | Loudwire 5th Annual Music Awards — Most Devoted Fans of 2015                        | Победа                    |
| 2015 | Babymetal            | Loudwire 5th Annual Music Awards — Best Live Act of 2015                            | Победа                    |
| 2015 | «Road of Resistance» | Loudwire 5th Annual Music Awards — Best Metal Song of 2015                          | Победа                    |
| 2016 | Metal Resistance     | Loudwire — Most Anticipated Release of April 2016                                   | Победа                    |
| 2016 | Metal Resistance     | 2016 MTV Video Music Awards Japan — Best Album of the Year -Japan-                  | Победа                    |
| 2016 | «Karate»             | 2016 MTV Video Music Awards Japan — Best Metal Video (Japan)                        | Победа                    |
| 2016 | «Karate»             | 2016 MTV Video Music Awards Japan — Best Group Video (Japan)                        | Номинация                 |
| 2016 | Babymetal            | Kerrang! Awards 2016 — Best Live Band                                               | Победа                    |
| 2016 | Babymetal            | Metal Hammer Golden Gods Awards 2016 — Best International Band                      | Номинация                 |
| 2016 | Babymetal            | 2016 Alternative Press Music Awards — Best International Band                       | Номинация                 |
| 2016 | Babymetal            | 2016 AIM Independent Music Awards — Best Live Act                                   | Победа                    |
| 2016 | Babymetal            | Revolver Music Awards 2016 — Best New Talent                                        | Номинация                 |
| 2017 | Metal Resistance     | Loudwire 6th Annual Music Awards — Best Metal Album of 2016                         | Победа                    |
| 2017 | Metal Resistance     | Loudwire 6th Annual Music Awards — Best Metal Song of 2016 — «Karate» (music video) | Победа                    |
| 2017 | Babymetal            | Loudwire 6th Annual Music Awards — Rock Goddess of the Year 2016 — «SU-Metal»       | Победа                    |
| 2017 | Babymetal            | Loudwire 6th Annual Music Awards — Best Live Act 2016 — «Babymetal»                 | Победа                    |
| 2017 | Babymetal            | Loudwire 6th Annual Music Awards — Most Devoted Fans 2016                           | Победа                    |
| 2017 | Babymetal            | Loudwire 7th Annual Music Awards — Most Dedicated Fans 2017                         | Победа                    |
| 2017 | Babymetal            | 2017 MTV Europe Music Awards — Best Japan Act                                       | Победа                    |
| 2020 | Metal Galaxy         | 2020 MTV Video Music Awards Japan — Best Album Of The Year                          | Победа                    |